# Cheskers
|   | a | b | c | d | e | f | g | h |   |
| 8 | b8 cavallo del nero · d8 re del nero · f8 re del nero · h8 alfiere del nero · a7 pedone del nero · c7 pedone del nero · e7 pedone del nero · g7 pedone del nero · b6 pedone del nero · d6 pedone del nero · f6 pedone del nero · h6 pedone del nero · a3 pedone del bianco · c3 pedone del bianco · e3 pedone del bianco · g3 pedone del bianco · b2 pedone del bianco · d2 pedone del bianco · f2 pedone del bianco · h2 pedone del bianco · a1 alfiere del bianco · c1 re del bianco · e1 re del bianco · g1 cavallo del bianco | b8 cavallo del nero · d8 re del nero · f8 re del nero · h8 alfiere del nero · a7 pedone del nero · c7 pedone del nero · e7 pedone del nero · g7 pedone del nero · b6 pedone del nero · d6 pedone del nero · f6 pedone del nero · h6 pedone del nero · a3 pedone del bianco · c3 pedone del bianco · e3 pedone del bianco · g3 pedone del bianco · b2 pedone del bianco · d2 pedone del bianco · f2 pedone del bianco · h2 pedone del bianco · a1 alfiere del bianco · c1 re del bianco · e1 re del bianco · g1 cavallo del bianco | b8 cavallo del nero · d8 re del nero · f8 re del nero · h8 alfiere del nero · a7 pedone del nero · c7 pedone del nero · e7 pedone del nero · g7 pedone del nero · b6 pedone del nero · d6 pedone del nero · f6 pedone del nero · h6 pedone del nero · a3 pedone del bianco · c3 pedone del bianco · e3 pedone del bianco · g3 pedone del bianco · b2 pedone del bianco · d2 pedone del bianco · f2 pedone del bianco · h2 pedone del bianco · a1 alfiere del bianco · c1 re del bianco · e1 re del bianco · g1 cavallo del bianco | b8 cavallo del nero · d8 re del nero · f8 re del nero · h8 alfiere del nero · a7 pedone del nero · c7 pedone del nero · e7 pedone del nero · g7 pedone del nero · b6 pedone del nero · d6 pedone del nero · f6 pedone del nero · h6 pedone del nero · a3 pedone del bianco · c3 pedone del bianco · e3 pedone del bianco · g3 pedone del bianco · b2 pedone del bianco · d2 pedone del bianco · f2 pedone del bianco · h2 pedone del bianco · a1 alfiere del bianco · c1 re del bianco · e1 re del bianco · g1 cavallo del bianco | b8 cavallo del nero · d8 re del nero · f8 re del nero · h8 alfiere del nero · a7 pedone del nero · c7 pedone del nero · e7 pedone del nero · g7 pedone del nero · b6 pedone del nero · d6 pedone del nero · f6 pedone del nero · h6 pedone del nero · a3 pedone del bianco · c3 pedone del bianco · e3 pedone del bianco · g3 pedone del bianco · b2 pedone del bianco · d2 pedone del bianco · f2 pedone del bianco · h2 pedone del bianco · a1 alfiere del bianco · c1 re del bianco · e1 re del bianco · g1 cavallo del bianco | b8 cavallo del nero · d8 re del nero · f8 re del nero · h8 alfiere del nero · a7 pedone del nero · c7 pedone del nero · e7 pedone del nero · g7 pedone del nero · b6 pedone del nero · d6 pedone del nero · f6 pedone del nero · h6 pedone del nero · a3 pedone del bianco · c3 pedone del bianco · e3 pedone del bianco · g3 pedone del bianco · b2 pedone del bianco · d2 pedone del bianco · f2 pedone del bianco · h2 pedone del bianco · a1 alfiere del bianco · c1 re del bianco · e1 re del bianco · g1 cavallo del bianco | b8 cavallo del nero · d8 re del nero · f8 re del nero · h8 alfiere del nero · a7 pedone del nero · c7 pedone del nero · e7 pedone del nero · g7 pedone del nero · b6 pedone del nero · d6 pedone del nero · f6 pedone del nero · h6 pedone del nero · a3 pedone del bianco · c3 pedone del bianco · e3 pedone del bianco · g3 pedone del bianco · b2 pedone del bianco · d2 pedone del bianco · f2 pedone del bianco · h2 pedone del bianco · a1 alfiere del bianco · c1 re del bianco · e1 re del bianco · g1 cavallo del bianco | b8 cavallo del nero · d8 re del nero · f8 re del nero · h8 alfiere del nero · a7 pedone del nero · c7 pedone del nero · e7 pedone del nero · g7 pedone del nero · b6 pedone del nero · d6 pedone del nero · f6 pedone del nero · h6 pedone del nero · a3 pedone del bianco · c3 pedone del bianco · e3 pedone del bianco · g3 pedone del bianco · b2 pedone del bianco · d2 pedone del bianco · f2 pedone del bianco · h2 pedone del bianco · a1 alfiere del bianco · c1 re del bianco · e1 re del bianco · g1 cavallo del bianco | 8 |
| 7 | b8 cavallo del nero · d8 re del nero · f8 re del nero · h8 alfiere del nero · a7 pedone del nero · c7 pedone del nero · e7 pedone del nero · g7 pedone del nero · b6 pedone del nero · d6 pedone del nero · f6 pedone del nero · h6 pedone del nero · a3 pedone del bianco · c3 pedone del bianco · e3 pedone del bianco · g3 pedone del bianco · b2 pedone del bianco · d2 pedone del bianco · f2 pedone del bianco · h2 pedone del bianco · a1 alfiere del bianco · c1 re del bianco · e1 re del bianco · g1 cavallo del bianco | b8 cavallo del nero · d8 re del nero · f8 re del nero · h8 alfiere del nero · a7 pedone del nero · c7 pedone del nero · e7 pedone del nero · g7 pedone del nero · b6 pedone del nero · d6 pedone del nero · f6 pedone del nero · h6 pedone del nero · a3 pedone del bianco · c3 pedone del bianco · e3 pedone del bianco · g3 pedone del bianco · b2 pedone del bianco · d2 pedone del bianco · f2 pedone del bianco · h2 pedone del bianco · a1 alfiere del bianco · c1 re del bianco · e1 re del bianco · g1 cavallo del bianco | b8 cavallo del nero · d8 re del nero · f8 re del nero · h8 alfiere del nero · a7 pedone del nero · c7 pedone del nero · e7 pedone del nero · g7 pedone del nero · b6 pedone del nero · d6 pedone del nero · f6 pedone del nero · h6 pedone del nero · a3 pedone del bianco · c3 pedone del bianco · e3 pedone del bianco · g3 pedone del bianco · b2 pedone del bianco · d2 pedone del bianco · f2 pedone del bianco · h2 pedone del bianco · a1 alfiere del bianco · c1 re del bianco · e1 re del bianco · g1 cavallo del bianco | b8 cavallo del nero · d8 re del nero · f8 re del nero · h8 alfiere del nero · a7 pedone del nero · c7 pedone del nero · e7 pedone del nero · g7 pedone del nero · b6 pedone del nero · d6 pedone del nero · f6 pedone del nero · h6 pedone del nero · a3 pedone del bianco · c3 pedone del bianco · e3 pedone del bianco · g3 pedone del bianco · b2 pedone del bianco · d2 pedone del bianco · f2 pedone del bianco · h2 pedone del bianco · a1 alfiere del bianco · c1 re del bianco · e1 re del bianco · g1 cavallo del bianco | b8 cavallo del nero · d8 re del nero · f8 re del nero · h8 alfiere del nero · a7 pedone del nero · c7 pedone del nero · e7 pedone del nero · g7 pedone del nero · b6 pedone del nero · d6 pedone del nero · f6 pedone del nero · h6 pedone del nero · a3 pedone del bianco · c3 pedone del bianco · e3 pedone del bianco · g3 pedone del bianco · b2 pedone del bianco · d2 pedone del bianco · f2 pedone del bianco · h2 pedone del bianco · a1 alfiere del bianco · c1 re del bianco · e1 re del bianco · g1 cavallo del bianco | b8 cavallo del nero · d8 re del nero · f8 re del nero · h8 alfiere del nero · a7 pedone del nero · c7 pedone del nero · e7 pedone del nero · g7 pedone del nero · b6 pedone del nero · d6 pedone del nero · f6 pedone del nero · h6 pedone del nero · a3 pedone del bianco · c3 pedone del bianco · e3 pedone del bianco · g3 pedone del bianco · b2 pedone del bianco · d2 pedone del bianco · f2 pedone del bianco · h2 pedone del bianco · a1 alfiere del bianco · c1 re del bianco · e1 re del bianco · g1 cavallo del bianco | b8 cavallo del nero · d8 re del nero · f8 re del nero · h8 alfiere del nero · a7 pedone del nero · c7 pedone del nero · e7 pedone del nero · g7 pedone del nero · b6 pedone del nero · d6 pedone del nero · f6 pedone del nero · h6 pedone del nero · a3 pedone del bianco · c3 pedone del bianco · e3 pedone del bianco · g3 pedone del bianco · b2 pedone del bianco · d2 pedone del bianco · f2 pedone del bianco · h2 pedone del bianco · a1 alfiere del bianco · c1 re del bianco · e1 re del bianco · g1 cavallo del bianco | b8 cavallo del nero · d8 re del nero · f8 re del nero · h8 alfiere del nero · a7 pedone del nero · c7 pedone del nero · e7 pedone del nero · g7 pedone del nero · b6 pedone del nero · d6 pedone del nero · f6 pedone del nero · h6 pedone del nero · a3 pedone del bianco · c3 pedone del bianco · e3 pedone del bianco · g3 pedone del bianco · b2 pedone del bianco · d2 pedone del bianco · f2 pedone del bianco · h2 pedone del bianco · a1 alfiere del bianco · c1 re del bianco · e1 re del bianco · g1 cavallo del bianco | 7 |
| 6 | b8 cavallo del nero · d8 re del nero · f8 re del nero · h8 alfiere del nero · a7 pedone del nero · c7 pedone del nero · e7 pedone del nero · g7 pedone del nero · b6 pedone del nero · d6 pedone del nero · f6 pedone del nero · h6 pedone del nero · a3 pedone del bianco · c3 pedone del bianco · e3 pedone del bianco · g3 pedone del bianco · b2 pedone del bianco · d2 pedone del bianco · f2 pedone del bianco · h2 pedone del bianco · a1 alfiere del bianco · c1 re del bianco · e1 re del bianco · g1 cavallo del bianco | b8 cavallo del nero · d8 re del nero · f8 re del nero · h8 alfiere del nero · a7 pedone del nero · c7 pedone del nero · e7 pedone del nero · g7 pedone del nero · b6 pedone del nero · d6 pedone del nero · f6 pedone del nero · h6 pedone del nero · a3 pedone del bianco · c3 pedone del bianco · e3 pedone del bianco · g3 pedone del bianco · b2 pedone del bianco · d2 pedone del bianco · f2 pedone del bianco · h2 pedone del bianco · a1 alfiere del bianco · c1 re del bianco · e1 re del bianco · g1 cavallo del bianco | b8 cavallo del nero · d8 re del nero · f8 re del nero · h8 alfiere del nero · a7 pedone del nero · c7 pedone del nero · e7 pedone del nero · g7 pedone del nero · b6 pedone del nero · d6 pedone del nero · f6 pedone del nero · h6 pedone del nero · a3 pedone del bianco · c3 pedone del bianco · e3 pedone del bianco · g3 pedone del bianco · b2 pedone del bianco · d2 pedone del bianco · f2 pedone del bianco · h2 pedone del bianco · a1 alfiere del bianco · c1 re del bianco · e1 re del bianco · g1 cavallo del bianco | b8 cavallo del nero · d8 re del nero · f8 re del nero · h8 alfiere del nero · a7 pedone del nero · c7 pedone del nero · e7 pedone del nero · g7 pedone del nero · b6 pedone del nero · d6 pedone del nero · f6 pedone del nero · h6 pedone del nero · a3 pedone del bianco · c3 pedone del bianco · e3 pedone del bianco · g3 pedone del bianco · b2 pedone del bianco · d2 pedone del bianco · f2 pedone del bianco · h2 pedone del bianco · a1 alfiere del bianco · c1 re del bianco · e1 re del bianco · g1 cavallo del bianco | b8 cavallo del nero · d8 re del nero · f8 re del nero · h8 alfiere del nero · a7 pedone del nero · c7 pedone del nero · e7 pedone del nero · g7 pedone del nero · b6 pedone del nero · d6 pedone del nero · f6 pedone del nero · h6 pedone del nero · a3 pedone del bianco · c3 pedone del bianco · e3 pedone del bianco · g3 pedone del bianco · b2 pedone del bianco · d2 pedone del bianco · f2 pedone del bianco · h2 pedone del bianco · a1 alfiere del bianco · c1 re del bianco · e1 re del bianco · g1 cavallo del bianco | b8 cavallo del nero · d8 re del nero · f8 re del nero · h8 alfiere del nero · a7 pedone del nero · c7 pedone del nero · e7 pedone del nero · g7 pedone del nero · b6 pedone del nero · d6 pedone del nero · f6 pedone del nero · h6 pedone del nero · a3 pedone del bianco · c3 pedone del bianco · e3 pedone del bianco · g3 pedone del bianco · b2 pedone del bianco · d2 pedone del bianco · f2 pedone del bianco · h2 pedone del bianco · a1 alfiere del bianco · c1 re del bianco · e1 re del bianco · g1 cavallo del bianco | b8 cavallo del nero · d8 re del nero · f8 re del nero · h8 alfiere del nero · a7 pedone del nero · c7 pedone del nero · e7 pedone del nero · g7 pedone del nero · b6 pedone del nero · d6 pedone del nero · f6 pedone del nero · h6 pedone del nero · a3 pedone del bianco · c3 pedone del bianco · e3 pedone del bianco · g3 pedone del bianco · b2 pedone del bianco · d2 pedone del bianco · f2 pedone del bianco · h2 pedone del bianco · a1 alfiere del bianco · c1 re del bianco · e1 re del bianco · g1 cavallo del bianco | b8 cavallo del nero · d8 re del nero · f8 re del nero · h8 alfiere del nero · a7 pedone del nero · c7 pedone del nero · e7 pedone del nero · g7 pedone del nero · b6 pedone del nero · d6 pedone del nero · f6 pedone del nero · h6 pedone del nero · a3 pedone del bianco · c3 pedone del bianco · e3 pedone del bianco · g3 pedone del bianco · b2 pedone del bianco · d2 pedone del bianco · f2 pedone del bianco · h2 pedone del bianco · a1 alfiere del bianco · c1 re del bianco · e1 re del bianco · g1 cavallo del bianco | 6 |
| 5 | b8 cavallo del nero · d8 re del nero · f8 re del nero · h8 alfiere del nero · a7 pedone del nero · c7 pedone del nero · e7 pedone del nero · g7 pedone del nero · b6 pedone del nero · d6 pedone del nero · f6 pedone del nero · h6 pedone del nero · a3 pedone del bianco · c3 pedone del bianco · e3 pedone del bianco · g3 pedone del bianco · b2 pedone del bianco · d2 pedone del bianco · f2 pedone del bianco · h2 pedone del bianco · a1 alfiere del bianco · c1 re del bianco · e1 re del bianco · g1 cavallo del bianco | b8 cavallo del nero · d8 re del nero · f8 re del nero · h8 alfiere del nero · a7 pedone del nero · c7 pedone del nero · e7 pedone del nero · g7 pedone del nero · b6 pedone del nero · d6 pedone del nero · f6 pedone del nero · h6 pedone del nero · a3 pedone del bianco · c3 pedone del bianco · e3 pedone del bianco · g3 pedone del bianco · b2 pedone del bianco · d2 pedone del bianco · f2 pedone del bianco · h2 pedone del bianco · a1 alfiere del bianco · c1 re del bianco · e1 re del bianco · g1 cavallo del bianco | b8 cavallo del nero · d8 re del nero · f8 re del nero · h8 alfiere del nero · a7 pedone del nero · c7 pedone del nero · e7 pedone del nero · g7 pedone del nero · b6 pedone del nero · d6 pedone del nero · f6 pedone del nero · h6 pedone del nero · a3 pedone del bianco · c3 pedone del bianco · e3 pedone del bianco · g3 pedone del bianco · b2 pedone del bianco · d2 pedone del bianco · f2 pedone del bianco · h2 pedone del bianco · a1 alfiere del bianco · c1 re del bianco · e1 re del bianco · g1 cavallo del bianco | b8 cavallo del nero · d8 re del nero · f8 re del nero · h8 alfiere del nero · a7 pedone del nero · c7 pedone del nero · e7 pedone del nero · g7 pedone del nero · b6 pedone del nero · d6 pedone del nero · f6 pedone del nero · h6 pedone del nero · a3 pedone del bianco · c3 pedone del bianco · e3 pedone del bianco · g3 pedone del bianco · b2 pedone del bianco · d2 pedone del bianco · f2 pedone del bianco · h2 pedone del bianco · a1 alfiere del bianco · c1 re del bianco · e1 re del bianco · g1 cavallo del bianco | b8 cavallo del nero · d8 re del nero · f8 re del nero · h8 alfiere del nero · a7 pedone del nero · c7 pedone del nero · e7 pedone del nero · g7 pedone del nero · b6 pedone del nero · d6 pedone del nero · f6 pedone del nero · h6 pedone del nero · a3 pedone del bianco · c3 pedone del bianco · e3 pedone del bianco · g3 pedone del bianco · b2 pedone del bianco · d2 pedone del bianco · f2 pedone del bianco · h2 pedone del bianco · a1 alfiere del bianco · c1 re del bianco · e1 re del bianco · g1 cavallo del bianco | b8 cavallo del nero · d8 re del nero · f8 re del nero · h8 alfiere del nero · a7 pedone del nero · c7 pedone del nero · e7 pedone del nero · g7 pedone del nero · b6 pedone del nero · d6 pedone del nero · f6 pedone del nero · h6 pedone del nero · a3 pedone del bianco · c3 pedone del bianco · e3 pedone del bianco · g3 pedone del bianco · b2 pedone del bianco · d2 pedone del bianco · f2 pedone del bianco · h2 pedone del bianco · a1 alfiere del bianco · c1 re del bianco · e1 re del bianco · g1 cavallo del bianco | b8 cavallo del nero · d8 re del nero · f8 re del nero · h8 alfiere del nero · a7 pedone del nero · c7 pedone del nero · e7 pedone del nero · g7 pedone del nero · b6 pedone del nero · d6 pedone del nero · f6 pedone del nero · h6 pedone del nero · a3 pedone del bianco · c3 pedone del bianco · e3 pedone del bianco · g3 pedone del bianco · b2 pedone del bianco · d2 pedone del bianco · f2 pedone del bianco · h2 pedone del bianco · a1 alfiere del bianco · c1 re del bianco · e1 re del bianco · g1 cavallo del bianco | b8 cavallo del nero · d8 re del nero · f8 re del nero · h8 alfiere del nero · a7 pedone del nero · c7 pedone del nero · e7 pedone del nero · g7 pedone del nero · b6 pedone del nero · d6 pedone del nero · f6 pedone del nero · h6 pedone del nero · a3 pedone del bianco · c3 pedone del bianco · e3 pedone del bianco · g3 pedone del bianco · b2 pedone del bianco · d2 pedone del bianco · f2 pedone del bianco · h2 pedone del bianco · a1 alfiere del bianco · c1 re del bianco · e1 re del bianco · g1 cavallo del bianco | 5 |
| 4 | b8 cavallo del nero · d8 re del nero · f8 re del nero · h8 alfiere del nero · a7 pedone del nero · c7 pedone del nero · e7 pedone del nero · g7 pedone del nero · b6 pedone del nero · d6 pedone del nero · f6 pedone del nero · h6 pedone del nero · a3 pedone del bianco · c3 pedone del bianco · e3 pedone del bianco · g3 pedone del bianco · b2 pedone del bianco · d2 pedone del bianco · f2 pedone del bianco · h2 pedone del bianco · a1 alfiere del bianco · c1 re del bianco · e1 re del bianco · g1 cavallo del bianco | b8 cavallo del nero · d8 re del nero · f8 re del nero · h8 alfiere del nero · a7 pedone del nero · c7 pedone del nero · e7 pedone del nero · g7 pedone del nero · b6 pedone del nero · d6 pedone del nero · f6 pedone del nero · h6 pedone del nero · a3 pedone del bianco · c3 pedone del bianco · e3 pedone del bianco · g3 pedone del bianco · b2 pedone del bianco · d2 pedone del bianco · f2 pedone del bianco · h2 pedone del bianco · a1 alfiere del bianco · c1 re del bianco · e1 re del bianco · g1 cavallo del bianco | b8 cavallo del nero · d8 re del nero · f8 re del nero · h8 alfiere del nero · a7 pedone del nero · c7 pedone del nero · e7 pedone del nero · g7 pedone del nero · b6 pedone del nero · d6 pedone del nero · f6 pedone del nero · h6 pedone del nero · a3 pedone del bianco · c3 pedone del bianco · e3 pedone del bianco · g3 pedone del bianco · b2 pedone del bianco · d2 pedone del bianco · f2 pedone del bianco · h2 pedone del bianco · a1 alfiere del bianco · c1 re del bianco · e1 re del bianco · g1 cavallo del bianco | b8 cavallo del nero · d8 re del nero · f8 re del nero · h8 alfiere del nero · a7 pedone del nero · c7 pedone del nero · e7 pedone del nero · g7 pedone del nero · b6 pedone del nero · d6 pedone del nero · f6 pedone del nero · h6 pedone del nero · a3 pedone del bianco · c3 pedone del bianco · e3 pedone del bianco · g3 pedone del bianco · b2 pedone del bianco · d2 pedone del bianco · f2 pedone del bianco · h2 pedone del bianco · a1 alfiere del bianco · c1 re del bianco · e1 re del bianco · g1 cavallo del bianco | b8 cavallo del nero · d8 re del nero · f8 re del nero · h8 alfiere del nero · a7 pedone del nero · c7 pedone del nero · e7 pedone del nero · g7 pedone del nero · b6 pedone del nero · d6 pedone del nero · f6 pedone del nero · h6 pedone del nero · a3 pedone del bianco · c3 pedone del bianco · e3 pedone del bianco · g3 pedone del bianco · b2 pedone del bianco · d2 pedone del bianco · f2 pedone del bianco · h2 pedone del bianco · a1 alfiere del bianco · c1 re del bianco · e1 re del bianco · g1 cavallo del bianco | b8 cavallo del nero · d8 re del nero · f8 re del nero · h8 alfiere del nero · a7 pedone del nero · c7 pedone del nero · e7 pedone del nero · g7 pedone del nero · b6 pedone del nero · d6 pedone del nero · f6 pedone del nero · h6 pedone del nero · a3 pedone del bianco · c3 pedone del bianco · e3 pedone del bianco · g3 pedone del bianco · b2 pedone del bianco · d2 pedone del bianco · f2 pedone del bianco · h2 pedone del bianco · a1 alfiere del bianco · c1 re del bianco · e1 re del bianco · g1 cavallo del bianco | b8 cavallo del nero · d8 re del nero · f8 re del nero · h8 alfiere del nero · a7 pedone del nero · c7 pedone del nero · e7 pedone del nero · g7 pedone del nero · b6 pedone del nero · d6 pedone del nero · f6 pedone del nero · h6 pedone del nero · a3 pedone del bianco · c3 pedone del bianco · e3 pedone del bianco · g3 pedone del bianco · b2 pedone del bianco · d2 pedone del bianco · f2 pedone del bianco · h2 pedone del bianco · a1 alfiere del bianco · c1 re del bianco · e1 re del bianco · g1 cavallo del bianco | b8 cavallo del nero · d8 re del nero · f8 re del nero · h8 alfiere del nero · a7 pedone del nero · c7 pedone del nero · e7 pedone del nero · g7 pedone del nero · b6 pedone del nero · d6 pedone del nero · f6 pedone del nero · h6 pedone del nero · a3 pedone del bianco · c3 pedone del bianco · e3 pedone del bianco · g3 pedone del bianco · b2 pedone del bianco · d2 pedone del bianco · f2 pedone del bianco · h2 pedone del bianco · a1 alfiere del bianco · c1 re del bianco · e1 re del bianco · g1 cavallo del bianco | 4 |
| 3 | b8 cavallo del nero · d8 re del nero · f8 re del nero · h8 alfiere del nero · a7 pedone del nero · c7 pedone del nero · e7 pedone del nero · g7 pedone del nero · b6 pedone del nero · d6 pedone del nero · f6 pedone del nero · h6 pedone del nero · a3 pedone del bianco · c3 pedone del bianco · e3 pedone del bianco · g3 pedone del bianco · b2 pedone del bianco · d2 pedone del bianco · f2 pedone del bianco · h2 pedone del bianco · a1 alfiere del bianco · c1 re del bianco · e1 re del bianco · g1 cavallo del bianco | b8 cavallo del nero · d8 re del nero · f8 re del nero · h8 alfiere del nero · a7 pedone del nero · c7 pedone del nero · e7 pedone del nero · g7 pedone del nero · b6 pedone del nero · d6 pedone del nero · f6 pedone del nero · h6 pedone del nero · a3 pedone del bianco · c3 pedone del bianco · e3 pedone del bianco · g3 pedone del bianco · b2 pedone del bianco · d2 pedone del bianco · f2 pedone del bianco · h2 pedone del bianco · a1 alfiere del bianco · c1 re del bianco · e1 re del bianco · g1 cavallo del bianco | b8 cavallo del nero · d8 re del nero · f8 re del nero · h8 alfiere del nero · a7 pedone del nero · c7 pedone del nero · e7 pedone del nero · g7 pedone del nero · b6 pedone del nero · d6 pedone del nero · f6 pedone del nero · h6 pedone del nero · a3 pedone del bianco · c3 pedone del bianco · e3 pedone del bianco · g3 pedone del bianco · b2 pedone del bianco · d2 pedone del bianco · f2 pedone del bianco · h2 pedone del bianco · a1 alfiere del bianco · c1 re del bianco · e1 re del bianco · g1 cavallo del bianco | b8 cavallo del nero · d8 re del nero · f8 re del nero · h8 alfiere del nero · a7 pedone del nero · c7 pedone del nero · e7 pedone del nero · g7 pedone del nero · b6 pedone del nero · d6 pedone del nero · f6 pedone del nero · h6 pedone del nero · a3 pedone del bianco · c3 pedone del bianco · e3 pedone del bianco · g3 pedone del bianco · b2 pedone del bianco · d2 pedone del bianco · f2 pedone del bianco · h2 pedone del bianco · a1 alfiere del bianco · c1 re del bianco · e1 re del bianco · g1 cavallo del bianco | b8 cavallo del nero · d8 re del nero · f8 re del nero · h8 alfiere del nero · a7 pedone del nero · c7 pedone del nero · e7 pedone del nero · g7 pedone del nero · b6 pedone del nero · d6 pedone del nero · f6 pedone del nero · h6 pedone del nero · a3 pedone del bianco · c3 pedone del bianco · e3 pedone del bianco · g3 pedone del bianco · b2 pedone del bianco · d2 pedone del bianco · f2 pedone del bianco · h2 pedone del bianco · a1 alfiere del bianco · c1 re del bianco · e1 re del bianco · g1 cavallo del bianco | b8 cavallo del nero · d8 re del nero · f8 re del nero · h8 alfiere del nero · a7 pedone del nero · c7 pedone del nero · e7 pedone del nero · g7 pedone del nero · b6 pedone del nero · d6 pedone del nero · f6 pedone del nero · h6 pedone del nero · a3 pedone del bianco · c3 pedone del bianco · e3 pedone del bianco · g3 pedone del bianco · b2 pedone del bianco · d2 pedone del bianco · f2 pedone del bianco · h2 pedone del bianco · a1 alfiere del bianco · c1 re del bianco · e1 re del bianco · g1 cavallo del bianco | b8 cavallo del nero · d8 re del nero · f8 re del nero · h8 alfiere del nero · a7 pedone del nero · c7 pedone del nero · e7 pedone del nero · g7 pedone del nero · b6 pedone del nero · d6 pedone del nero · f6 pedone del nero · h6 pedone del nero · a3 pedone del bianco · c3 pedone del bianco · e3 pedone del bianco · g3 pedone del bianco · b2 pedone del bianco · d2 pedone del bianco · f2 pedone del bianco · h2 pedone del bianco · a1 alfiere del bianco · c1 re del bianco · e1 re del bianco · g1 cavallo del bianco | b8 cavallo del nero · d8 re del nero · f8 re del nero · h8 alfiere del nero · a7 pedone del nero · c7 pedone del nero · e7 pedone del nero · g7 pedone del nero · b6 pedone del nero · d6 pedone del nero · f6 pedone del nero · h6 pedone del nero · a3 pedone del bianco · c3 pedone del bianco · e3 pedone del bianco · g3 pedone del bianco · b2 pedone del bianco · d2 pedone del bianco · f2 pedone del bianco · h2 pedone del bianco · a1 alfiere del bianco · c1 re del bianco · e1 re del bianco · g1 cavallo del bianco | 3 |
| 2 | b8 cavallo del nero · d8 re del nero · f8 re del nero · h8 alfiere del nero · a7 pedone del nero · c7 pedone del nero · e7 pedone del nero · g7 pedone del nero · b6 pedone del nero · d6 pedone del nero · f6 pedone del nero · h6 pedone del nero · a3 pedone del bianco · c3 pedone del bianco · e3 pedone del bianco · g3 pedone del bianco · b2 pedone del bianco · d2 pedone del bianco · f2 pedone del bianco · h2 pedone del bianco · a1 alfiere del bianco · c1 re del bianco · e1 re del bianco · g1 cavallo del bianco | b8 cavallo del nero · d8 re del nero · f8 re del nero · h8 alfiere del nero · a7 pedone del nero · c7 pedone del nero · e7 pedone del nero · g7 pedone del nero · b6 pedone del nero · d6 pedone del nero · f6 pedone del nero · h6 pedone del nero · a3 pedone del bianco · c3 pedone del bianco · e3 pedone del bianco · g3 pedone del bianco · b2 pedone del bianco · d2 pedone del bianco · f2 pedone del bianco · h2 pedone del bianco · a1 alfiere del bianco · c1 re del bianco · e1 re del bianco · g1 cavallo del bianco | b8 cavallo del nero · d8 re del nero · f8 re del nero · h8 alfiere del nero · a7 pedone del nero · c7 pedone del nero · e7 pedone del nero · g7 pedone del nero · b6 pedone del nero · d6 pedone del nero · f6 pedone del nero · h6 pedone del nero · a3 pedone del bianco · c3 pedone del bianco · e3 pedone del bianco · g3 pedone del bianco · b2 pedone del bianco · d2 pedone del bianco · f2 pedone del bianco · h2 pedone del bianco · a1 alfiere del bianco · c1 re del bianco · e1 re del bianco · g1 cavallo del bianco | b8 cavallo del nero · d8 re del nero · f8 re del nero · h8 alfiere del nero · a7 pedone del nero · c7 pedone del nero · e7 pedone del nero · g7 pedone del nero · b6 pedone del nero · d6 pedone del nero · f6 pedone del nero · h6 pedone del nero · a3 pedone del bianco · c3 pedone del bianco · e3 pedone del bianco · g3 pedone del bianco · b2 pedone del bianco · d2 pedone del bianco · f2 pedone del bianco · h2 pedone del bianco · a1 alfiere del bianco · c1 re del bianco · e1 re del bianco · g1 cavallo del bianco | b8 cavallo del nero · d8 re del nero · f8 re del nero · h8 alfiere del nero · a7 pedone del nero · c7 pedone del nero · e7 pedone del nero · g7 pedone del nero · b6 pedone del nero · d6 pedone del nero · f6 pedone del nero · h6 pedone del nero · a3 pedone del bianco · c3 pedone del bianco · e3 pedone del bianco · g3 pedone del bianco · b2 pedone del bianco · d2 pedone del bianco · f2 pedone del bianco · h2 pedone del bianco · a1 alfiere del bianco · c1 re del bianco · e1 re del bianco · g1 cavallo del bianco | b8 cavallo del nero · d8 re del nero · f8 re del nero · h8 alfiere del nero · a7 pedone del nero · c7 pedone del nero · e7 pedone del nero · g7 pedone del nero · b6 pedone del nero · d6 pedone del nero · f6 pedone del nero · h6 pedone del nero · a3 pedone del bianco · c3 pedone del bianco · e3 pedone del bianco · g3 pedone del bianco · b2 pedone del bianco · d2 pedone del bianco · f2 pedone del bianco · h2 pedone del bianco · a1 alfiere del bianco · c1 re del bianco · e1 re del bianco · g1 cavallo del bianco | b8 cavallo del nero · d8 re del nero · f8 re del nero · h8 alfiere del nero · a7 pedone del nero · c7 pedone del nero · e7 pedone del nero · g7 pedone del nero · b6 pedone del nero · d6 pedone del nero · f6 pedone del nero · h6 pedone del nero · a3 pedone del bianco · c3 pedone del bianco · e3 pedone del bianco · g3 pedone del bianco · b2 pedone del bianco · d2 pedone del bianco · f2 pedone del bianco · h2 pedone del bianco · a1 alfiere del bianco · c1 re del bianco · e1 re del bianco · g1 cavallo del bianco | b8 cavallo del nero · d8 re del nero · f8 re del nero · h8 alfiere del nero · a7 pedone del nero · c7 pedone del nero · e7 pedone del nero · g7 pedone del nero · b6 pedone del nero · d6 pedone del nero · f6 pedone del nero · h6 pedone del nero · a3 pedone del bianco · c3 pedone del bianco · e3 pedone del bianco · g3 pedone del bianco · b2 pedone del bianco · d2 pedone del bianco · f2 pedone del bianco · h2 pedone del bianco · a1 alfiere del bianco · c1 re del bianco · e1 re del bianco · g1 cavallo del bianco | 2 |
| 1 | b8 cavallo del nero · d8 re del nero · f8 re del nero · h8 alfiere del nero · a7 pedone del nero · c7 pedone del nero · e7 pedone del nero · g7 pedone del nero · b6 pedone del nero · d6 pedone del nero · f6 pedone del nero · h6 pedone del nero · a3 pedone del bianco · c3 pedone del bianco · e3 pedone del bianco · g3 pedone del bianco · b2 pedone del bianco · d2 pedone del bianco · f2 pedone del bianco · h2 pedone del bianco · a1 alfiere del bianco · c1 re del bianco · e1 re del bianco · g1 cavallo del bianco | b8 cavallo del nero · d8 re del nero · f8 re del nero · h8 alfiere del nero · a7 pedone del nero · c7 pedone del nero · e7 pedone del nero · g7 pedone del nero · b6 pedone del nero · d6 pedone del nero · f6 pedone del nero · h6 pedone del nero · a3 pedone del bianco · c3 pedone del bianco · e3 pedone del bianco · g3 pedone del bianco · b2 pedone del bianco · d2 pedone del bianco · f2 pedone del bianco · h2 pedone del bianco · a1 alfiere del bianco · c1 re del bianco · e1 re del bianco · g1 cavallo del bianco | b8 cavallo del nero · d8 re del nero · f8 re del nero · h8 alfiere del nero · a7 pedone del nero · c7 pedone del nero · e7 pedone del nero · g7 pedone del nero · b6 pedone del nero · d6 pedone del nero · f6 pedone del nero · h6 pedone del nero · a3 pedone del bianco · c3 pedone del bianco · e3 pedone del bianco · g3 pedone del bianco · b2 pedone del bianco · d2 pedone del bianco · f2 pedone del bianco · h2 pedone del bianco · a1 alfiere del bianco · c1 re del bianco · e1 re del bianco · g1 cavallo del bianco | b8 cavallo del nero · d8 re del nero · f8 re del nero · h8 alfiere del nero · a7 pedone del nero · c7 pedone del nero · e7 pedone del nero · g7 pedone del nero · b6 pedone del nero · d6 pedone del nero · f6 pedone del nero · h6 pedone del nero · a3 pedone del bianco · c3 pedone del bianco · e3 pedone del bianco · g3 pedone del bianco · b2 pedone del bianco · d2 pedone del bianco · f2 pedone del bianco · h2 pedone del bianco · a1 alfiere del bianco · c1 re del bianco · e1 re del bianco · g1 cavallo del bianco | b8 cavallo del nero · d8 re del nero · f8 re del nero · h8 alfiere del nero · a7 pedone del nero · c7 pedone del nero · e7 pedone del nero · g7 pedone del nero · b6 pedone del nero · d6 pedone del nero · f6 pedone del nero · h6 pedone del nero · a3 pedone del bianco · c3 pedone del bianco · e3 pedone del bianco · g3 pedone del bianco · b2 pedone del bianco · d2 pedone del bianco · f2 pedone del bianco · h2 pedone del bianco · a1 alfiere del bianco · c1 re del bianco · e1 re del bianco · g1 cavallo del bianco | b8 cavallo del nero · d8 re del nero · f8 re del nero · h8 alfiere del nero · a7 pedone del nero · c7 pedone del nero · e7 pedone del nero · g7 pedone del nero · b6 pedone del nero · d6 pedone del nero · f6 pedone del nero · h6 pedone del nero · a3 pedone del bianco · c3 pedone del bianco · e3 pedone del bianco · g3 pedone del bianco · b2 pedone del bianco · d2 pedone del bianco · f2 pedone del bianco · h2 pedone del bianco · a1 alfiere del bianco · c1 re del bianco · e1 re del bianco · g1 cavallo del bianco | b8 cavallo del nero · d8 re del nero · f8 re del nero · h8 alfiere del nero · a7 pedone del nero · c7 pedone del nero · e7 pedone del nero · g7 pedone del nero · b6 pedone del nero · d6 pedone del nero · f6 pedone del nero · h6 pedone del nero · a3 pedone del bianco · c3 pedone del bianco · e3 pedone del bianco · g3 pedone del bianco · b2 pedone del bianco · d2 pedone del bianco · f2 pedone del bianco · h2 pedone del bianco · a1 alfiere del bianco · c1 re del bianco · e1 re del bianco · g1 cavallo del bianco | b8 cavallo del nero · d8 re del nero · f8 re del nero · h8 alfiere del nero · a7 pedone del nero · c7 pedone del nero · e7 pedone del nero · g7 pedone del nero · b6 pedone del nero · d6 pedone del nero · f6 pedone del nero · h6 pedone del nero · a3 pedone del bianco · c3 pedone del bianco · e3 pedone del bianco · g3 pedone del bianco · b2 pedone del bianco · d2 pedone del bianco · f2 pedone del bianco · h2 pedone del bianco · a1 alfiere del bianco · c1 re del bianco · e1 re del bianco · g1 cavallo del bianco | 1 |
|   | a | b | c | d | e | f | g | h |   |

Cheskers è una variante di dama inventata nel 1984 da Solomon Golomb.
I pedoni si muovono come le pedine, mentre i re operano come le dame. L'alfiere si comporta come quello degli scacchi, mentre il cavallo effettua tre passi in orizzontale (o in verticale) seguito da un passo in verticale (orizzontale).
I pedoni possono essere promossi in re, alfiere o cavalli.
|   | a | b | c | d | e | f | g | h |   |
| 8 | d8 cerchio nero · f8 cerchio nero · b6 cerchio nero · h6 cerchio nero · e5 cavallo del nero · b4 cerchio nero · h4 cerchio nero · d2 cerchio nero · f2 cerchio nero | d8 cerchio nero · f8 cerchio nero · b6 cerchio nero · h6 cerchio nero · e5 cavallo del nero · b4 cerchio nero · h4 cerchio nero · d2 cerchio nero · f2 cerchio nero | d8 cerchio nero · f8 cerchio nero · b6 cerchio nero · h6 cerchio nero · e5 cavallo del nero · b4 cerchio nero · h4 cerchio nero · d2 cerchio nero · f2 cerchio nero | d8 cerchio nero · f8 cerchio nero · b6 cerchio nero · h6 cerchio nero · e5 cavallo del nero · b4 cerchio nero · h4 cerchio nero · d2 cerchio nero · f2 cerchio nero | d8 cerchio nero · f8 cerchio nero · b6 cerchio nero · h6 cerchio nero · e5 cavallo del nero · b4 cerchio nero · h4 cerchio nero · d2 cerchio nero · f2 cerchio nero | d8 cerchio nero · f8 cerchio nero · b6 cerchio nero · h6 cerchio nero · e5 cavallo del nero · b4 cerchio nero · h4 cerchio nero · d2 cerchio nero · f2 cerchio nero | d8 cerchio nero · f8 cerchio nero · b6 cerchio nero · h6 cerchio nero · e5 cavallo del nero · b4 cerchio nero · h4 cerchio nero · d2 cerchio nero · f2 cerchio nero | d8 cerchio nero · f8 cerchio nero · b6 cerchio nero · h6 cerchio nero · e5 cavallo del nero · b4 cerchio nero · h4 cerchio nero · d2 cerchio nero · f2 cerchio nero | 8 |
| 7 | d8 cerchio nero · f8 cerchio nero · b6 cerchio nero · h6 cerchio nero · e5 cavallo del nero · b4 cerchio nero · h4 cerchio nero · d2 cerchio nero · f2 cerchio nero | d8 cerchio nero · f8 cerchio nero · b6 cerchio nero · h6 cerchio nero · e5 cavallo del nero · b4 cerchio nero · h4 cerchio nero · d2 cerchio nero · f2 cerchio nero | d8 cerchio nero · f8 cerchio nero · b6 cerchio nero · h6 cerchio nero · e5 cavallo del nero · b4 cerchio nero · h4 cerchio nero · d2 cerchio nero · f2 cerchio nero | d8 cerchio nero · f8 cerchio nero · b6 cerchio nero · h6 cerchio nero · e5 cavallo del nero · b4 cerchio nero · h4 cerchio nero · d2 cerchio nero · f2 cerchio nero | d8 cerchio nero · f8 cerchio nero · b6 cerchio nero · h6 cerchio nero · e5 cavallo del nero · b4 cerchio nero · h4 cerchio nero · d2 cerchio nero · f2 cerchio nero | d8 cerchio nero · f8 cerchio nero · b6 cerchio nero · h6 cerchio nero · e5 cavallo del nero · b4 cerchio nero · h4 cerchio nero · d2 cerchio nero · f2 cerchio nero | d8 cerchio nero · f8 cerchio nero · b6 cerchio nero · h6 cerchio nero · e5 cavallo del nero · b4 cerchio nero · h4 cerchio nero · d2 cerchio nero · f2 cerchio nero | d8 cerchio nero · f8 cerchio nero · b6 cerchio nero · h6 cerchio nero · e5 cavallo del nero · b4 cerchio nero · h4 cerchio nero · d2 cerchio nero · f2 cerchio nero | 7 |
| 6 | d8 cerchio nero · f8 cerchio nero · b6 cerchio nero · h6 cerchio nero · e5 cavallo del nero · b4 cerchio nero · h4 cerchio nero · d2 cerchio nero · f2 cerchio nero | d8 cerchio nero · f8 cerchio nero · b6 cerchio nero · h6 cerchio nero · e5 cavallo del nero · b4 cerchio nero · h4 cerchio nero · d2 cerchio nero · f2 cerchio nero | d8 cerchio nero · f8 cerchio nero · b6 cerchio nero · h6 cerchio nero · e5 cavallo del nero · b4 cerchio nero · h4 cerchio nero · d2 cerchio nero · f2 cerchio nero | d8 cerchio nero · f8 cerchio nero · b6 cerchio nero · h6 cerchio nero · e5 cavallo del nero · b4 cerchio nero · h4 cerchio nero · d2 cerchio nero · f2 cerchio nero | d8 cerchio nero · f8 cerchio nero · b6 cerchio nero · h6 cerchio nero · e5 cavallo del nero · b4 cerchio nero · h4 cerchio nero · d2 cerchio nero · f2 cerchio nero | d8 cerchio nero · f8 cerchio nero · b6 cerchio nero · h6 cerchio nero · e5 cavallo del nero · b4 cerchio nero · h4 cerchio nero · d2 cerchio nero · f2 cerchio nero | d8 cerchio nero · f8 cerchio nero · b6 cerchio nero · h6 cerchio nero · e5 cavallo del nero · b4 cerchio nero · h4 cerchio nero · d2 cerchio nero · f2 cerchio nero | d8 cerchio nero · f8 cerchio nero · b6 cerchio nero · h6 cerchio nero · e5 cavallo del nero · b4 cerchio nero · h4 cerchio nero · d2 cerchio nero · f2 cerchio nero | 6 |
| 5 | d8 cerchio nero · f8 cerchio nero · b6 cerchio nero · h6 cerchio nero · e5 cavallo del nero · b4 cerchio nero · h4 cerchio nero · d2 cerchio nero · f2 cerchio nero | d8 cerchio nero · f8 cerchio nero · b6 cerchio nero · h6 cerchio nero · e5 cavallo del nero · b4 cerchio nero · h4 cerchio nero · d2 cerchio nero · f2 cerchio nero | d8 cerchio nero · f8 cerchio nero · b6 cerchio nero · h6 cerchio nero · e5 cavallo del nero · b4 cerchio nero · h4 cerchio nero · d2 cerchio nero · f2 cerchio nero | d8 cerchio nero · f8 cerchio nero · b6 cerchio nero · h6 cerchio nero · e5 cavallo del nero · b4 cerchio nero · h4 cerchio nero · d2 cerchio nero · f2 cerchio nero | d8 cerchio nero · f8 cerchio nero · b6 cerchio nero · h6 cerchio nero · e5 cavallo del nero · b4 cerchio nero · h4 cerchio nero · d2 cerchio nero · f2 cerchio nero | d8 cerchio nero · f8 cerchio nero · b6 cerchio nero · h6 cerchio nero · e5 cavallo del nero · b4 cerchio nero · h4 cerchio nero · d2 cerchio nero · f2 cerchio nero | d8 cerchio nero · f8 cerchio nero · b6 cerchio nero · h6 cerchio nero · e5 cavallo del nero · b4 cerchio nero · h4 cerchio nero · d2 cerchio nero · f2 cerchio nero | d8 cerchio nero · f8 cerchio nero · b6 cerchio nero · h6 cerchio nero · e5 cavallo del nero · b4 cerchio nero · h4 cerchio nero · d2 cerchio nero · f2 cerchio nero | 5 |
| 4 | d8 cerchio nero · f8 cerchio nero · b6 cerchio nero · h6 cerchio nero · e5 cavallo del nero · b4 cerchio nero · h4 cerchio nero · d2 cerchio nero · f2 cerchio nero | d8 cerchio nero · f8 cerchio nero · b6 cerchio nero · h6 cerchio nero · e5 cavallo del nero · b4 cerchio nero · h4 cerchio nero · d2 cerchio nero · f2 cerchio nero | d8 cerchio nero · f8 cerchio nero · b6 cerchio nero · h6 cerchio nero · e5 cavallo del nero · b4 cerchio nero · h4 cerchio nero · d2 cerchio nero · f2 cerchio nero | d8 cerchio nero · f8 cerchio nero · b6 cerchio nero · h6 cerchio nero · e5 cavallo del nero · b4 cerchio nero · h4 cerchio nero · d2 cerchio nero · f2 cerchio nero | d8 cerchio nero · f8 cerchio nero · b6 cerchio nero · h6 cerchio nero · e5 cavallo del nero · b4 cerchio nero · h4 cerchio nero · d2 cerchio nero · f2 cerchio nero | d8 cerchio nero · f8 cerchio nero · b6 cerchio nero · h6 cerchio nero · e5 cavallo del nero · b4 cerchio nero · h4 cerchio nero · d2 cerchio nero · f2 cerchio nero | d8 cerchio nero · f8 cerchio nero · b6 cerchio nero · h6 cerchio nero · e5 cavallo del nero · b4 cerchio nero · h4 cerchio nero · d2 cerchio nero · f2 cerchio nero | d8 cerchio nero · f8 cerchio nero · b6 cerchio nero · h6 cerchio nero · e5 cavallo del nero · b4 cerchio nero · h4 cerchio nero · d2 cerchio nero · f2 cerchio nero | 4 |
| 3 | d8 cerchio nero · f8 cerchio nero · b6 cerchio nero · h6 cerchio nero · e5 cavallo del nero · b4 cerchio nero · h4 cerchio nero · d2 cerchio nero · f2 cerchio nero | d8 cerchio nero · f8 cerchio nero · b6 cerchio nero · h6 cerchio nero · e5 cavallo del nero · b4 cerchio nero · h4 cerchio nero · d2 cerchio nero · f2 cerchio nero | d8 cerchio nero · f8 cerchio nero · b6 cerchio nero · h6 cerchio nero · e5 cavallo del nero · b4 cerchio nero · h4 cerchio nero · d2 cerchio nero · f2 cerchio nero | d8 cerchio nero · f8 cerchio nero · b6 cerchio nero · h6 cerchio nero · e5 cavallo del nero · b4 cerchio nero · h4 cerchio nero · d2 cerchio nero · f2 cerchio nero | d8 cerchio nero · f8 cerchio nero · b6 cerchio nero · h6 cerchio nero · e5 cavallo del nero · b4 cerchio nero · h4 cerchio nero · d2 cerchio nero · f2 cerchio nero | d8 cerchio nero · f8 cerchio nero · b6 cerchio nero · h6 cerchio nero · e5 cavallo del nero · b4 cerchio nero · h4 cerchio nero · d2 cerchio nero · f2 cerchio nero | d8 cerchio nero · f8 cerchio nero · b6 cerchio nero · h6 cerchio nero · e5 cavallo del nero · b4 cerchio nero · h4 cerchio nero · d2 cerchio nero · f2 cerchio nero | d8 cerchio nero · f8 cerchio nero · b6 cerchio nero · h6 cerchio nero · e5 cavallo del nero · b4 cerchio nero · h4 cerchio nero · d2 cerchio nero · f2 cerchio nero | 3 |
| 2 | d8 cerchio nero · f8 cerchio nero · b6 cerchio nero · h6 cerchio nero · e5 cavallo del nero · b4 cerchio nero · h4 cerchio nero · d2 cerchio nero · f2 cerchio nero | d8 cerchio nero · f8 cerchio nero · b6 cerchio nero · h6 cerchio nero · e5 cavallo del nero · b4 cerchio nero · h4 cerchio nero · d2 cerchio nero · f2 cerchio nero | d8 cerchio nero · f8 cerchio nero · b6 cerchio nero · h6 cerchio nero · e5 cavallo del nero · b4 cerchio nero · h4 cerchio nero · d2 cerchio nero · f2 cerchio nero | d8 cerchio nero · f8 cerchio nero · b6 cerchio nero · h6 cerchio nero · e5 cavallo del nero · b4 cerchio nero · h4 cerchio nero · d2 cerchio nero · f2 cerchio nero | d8 cerchio nero · f8 cerchio nero · b6 cerchio nero · h6 cerchio nero · e5 cavallo del nero · b4 cerchio nero · h4 cerchio nero · d2 cerchio nero · f2 cerchio nero | d8 cerchio nero · f8 cerchio nero · b6 cerchio nero · h6 cerchio nero · e5 cavallo del nero · b4 cerchio nero · h4 cerchio nero · d2 cerchio nero · f2 cerchio nero | d8 cerchio nero · f8 cerchio nero · b6 cerchio nero · h6 cerchio nero · e5 cavallo del nero · b4 cerchio nero · h4 cerchio nero · d2 cerchio nero · f2 cerchio nero | d8 cerchio nero · f8 cerchio nero · b6 cerchio nero · h6 cerchio nero · e5 cavallo del nero · b4 cerchio nero · h4 cerchio nero · d2 cerchio nero · f2 cerchio nero | 2 |
| 1 | d8 cerchio nero · f8 cerchio nero · b6 cerchio nero · h6 cerchio nero · e5 cavallo del nero · b4 cerchio nero · h4 cerchio nero · d2 cerchio nero · f2 cerchio nero | d8 cerchio nero · f8 cerchio nero · b6 cerchio nero · h6 cerchio nero · e5 cavallo del nero · b4 cerchio nero · h4 cerchio nero · d2 cerchio nero · f2 cerchio nero | d8 cerchio nero · f8 cerchio nero · b6 cerchio nero · h6 cerchio nero · e5 cavallo del nero · b4 cerchio nero · h4 cerchio nero · d2 cerchio nero · f2 cerchio nero | d8 cerchio nero · f8 cerchio nero · b6 cerchio nero · h6 cerchio nero · e5 cavallo del nero · b4 cerchio nero · h4 cerchio nero · d2 cerchio nero · f2 cerchio nero | d8 cerchio nero · f8 cerchio nero · b6 cerchio nero · h6 cerchio nero · e5 cavallo del nero · b4 cerchio nero · h4 cerchio nero · d2 cerchio nero · f2 cerchio nero | d8 cerchio nero · f8 cerchio nero · b6 cerchio nero · h6 cerchio nero · e5 cavallo del nero · b4 cerchio nero · h4 cerchio nero · d2 cerchio nero · f2 cerchio nero | d8 cerchio nero · f8 cerchio nero · b6 cerchio nero · h6 cerchio nero · e5 cavallo del nero · b4 cerchio nero · h4 cerchio nero · d2 cerchio nero · f2 cerchio nero | d8 cerchio nero · f8 cerchio nero · b6 cerchio nero · h6 cerchio nero · e5 cavallo del nero · b4 cerchio nero · h4 cerchio nero · d2 cerchio nero · f2 cerchio nero | 1 |
|   | a | b | c | d | e | f | g | h |   |